# Chassy (Saône-et-Loire)
Chassy é uma comuna francesa na região administrativa de Borgonha-Franco-Condado, no departamento Saône-et-Loire. Estende-se por uma área de 13,6 km². Em 2010 a comuna tinha 319 habitantes (densidade: 23,5 hab./km²).